# Kyash
Kyash（キャッシュ）は、株式会社Kyashがサービス提供するiOSおよびAndroid向けの送金・決済アプリである。

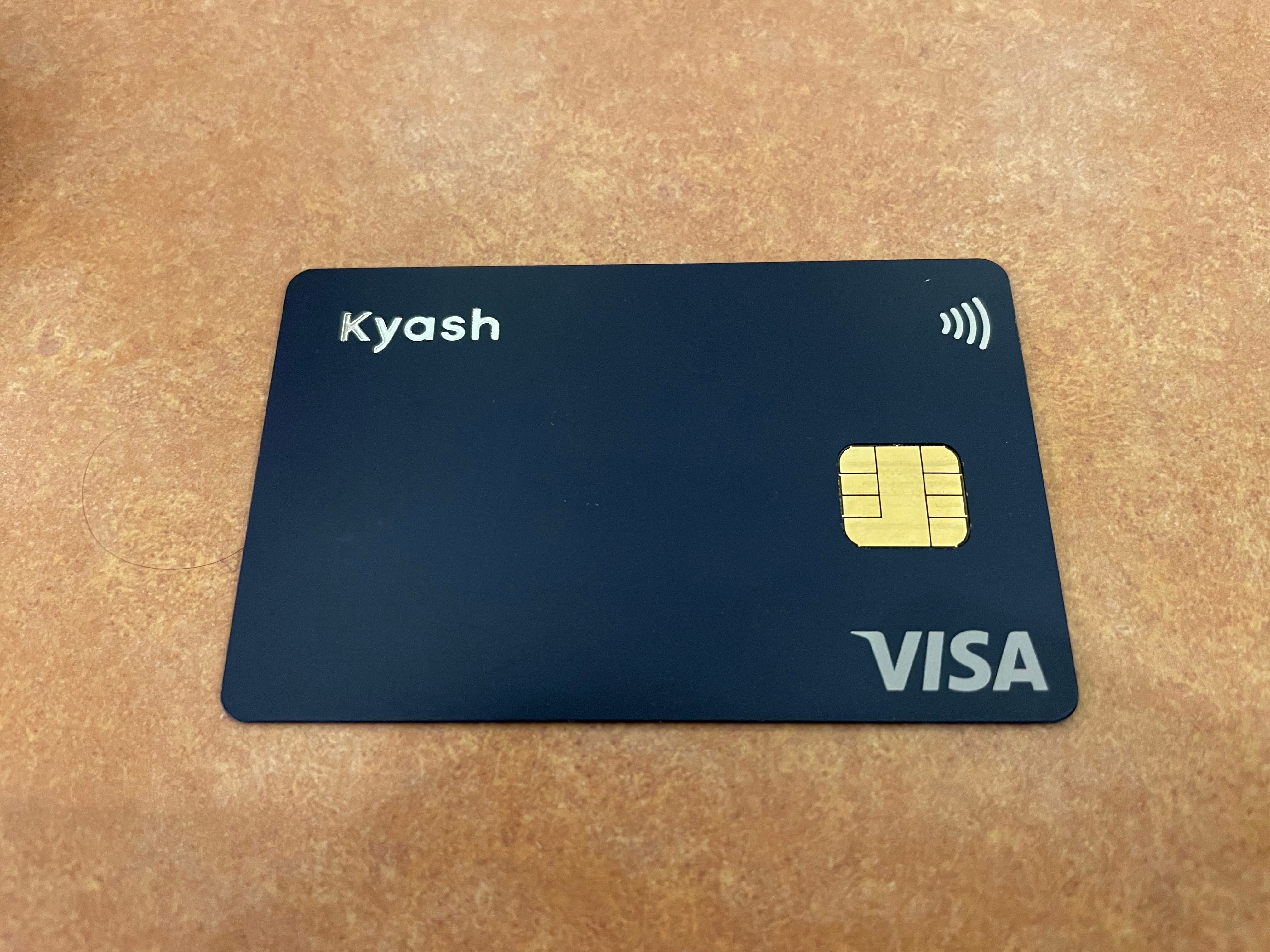
Kyash Card Navy

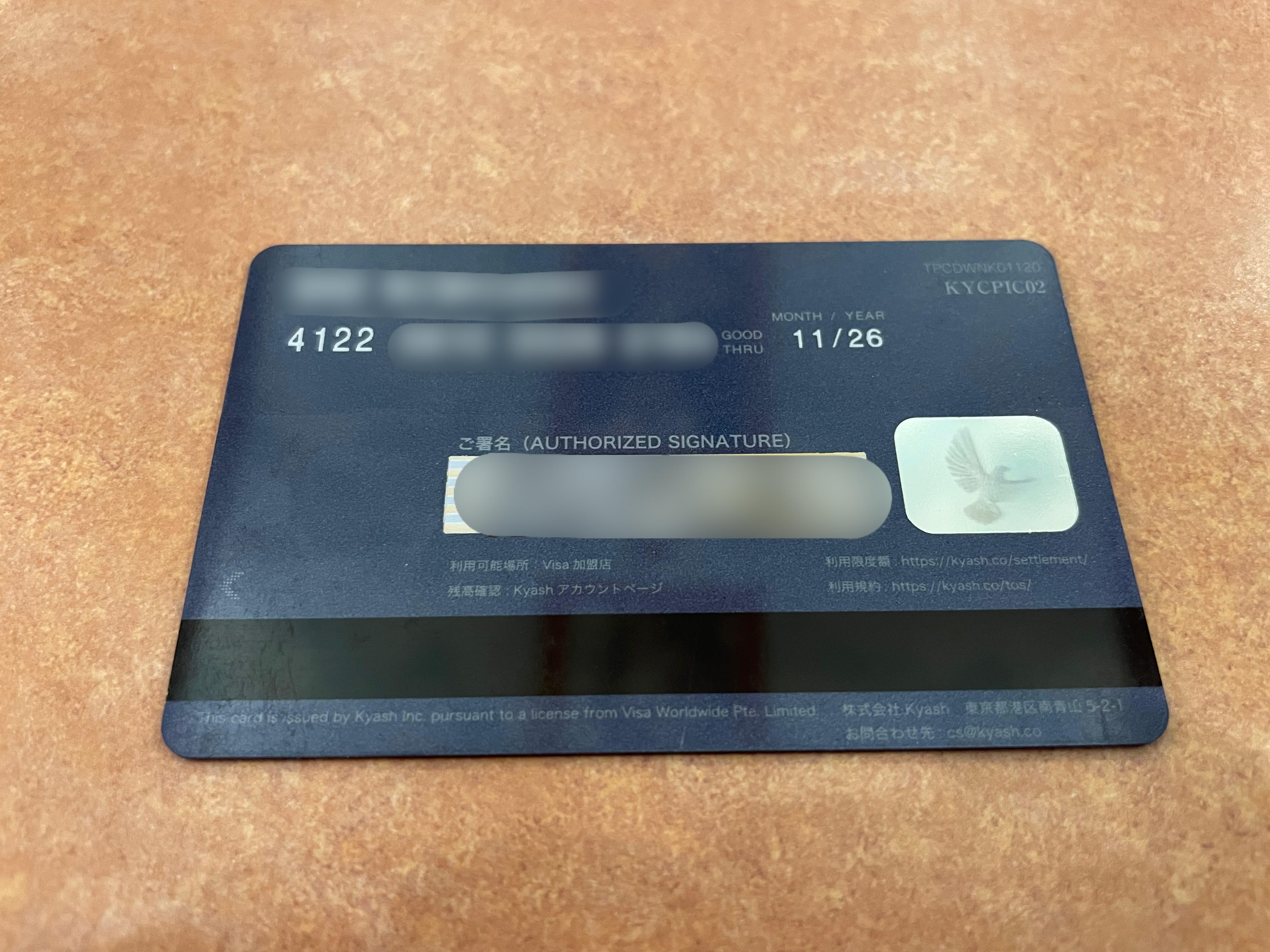
番号等は裏面に記載

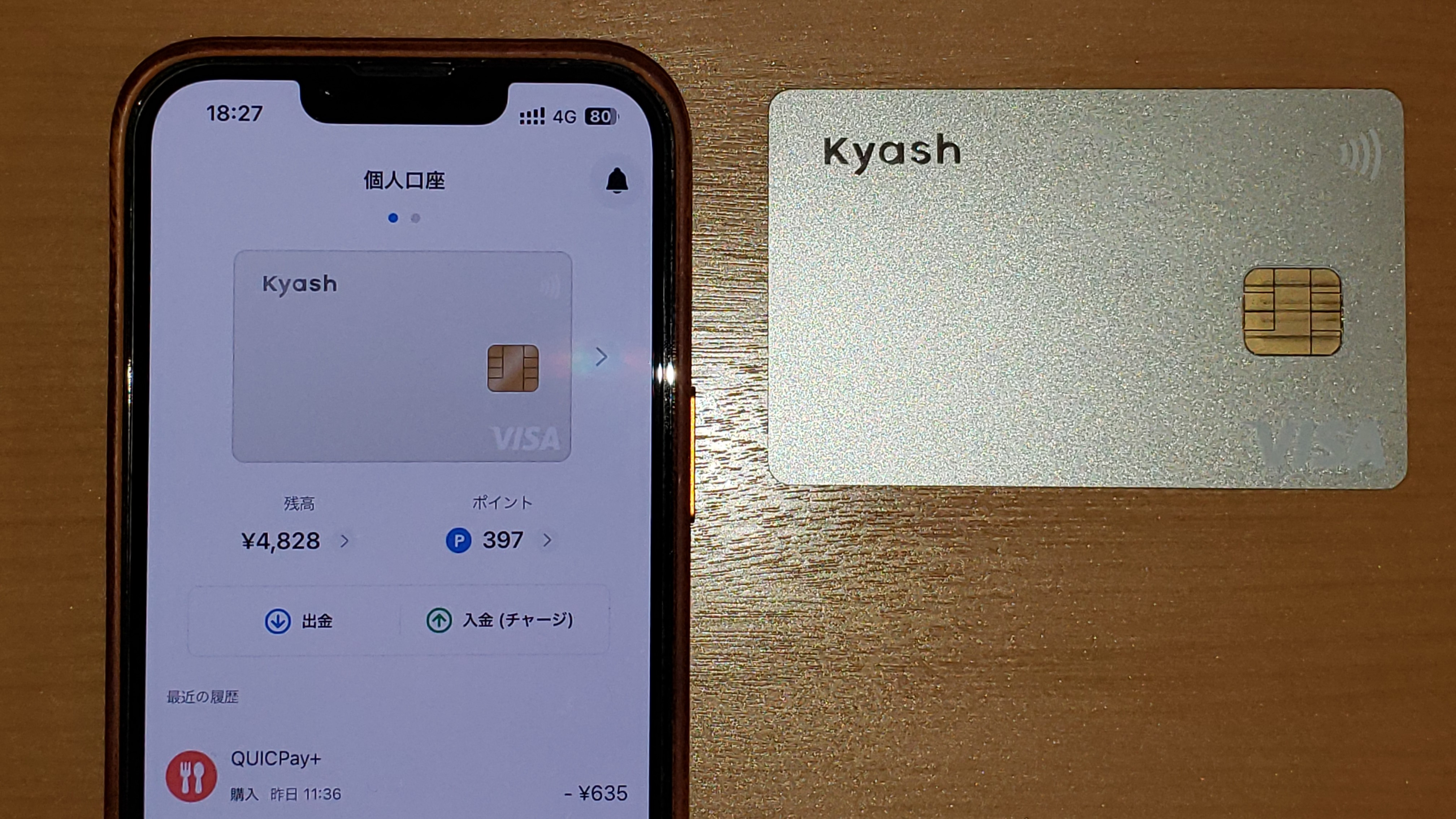
Kyash Card SilverとKyashアプリ

## Kyashアプリ
2017年4月より提供されており、当初は個人間送金アプリとしての側面が強かった。アプリを利用すると「Kyash残高」にチャージ（入金）することができ、残高を使って個人間送金などを行う。アプリからはバーチャルプリペイドVISAカードを発行することができるため、残高はスマートフォンの画面上に表示される券面情報を使用して、ネットショッピングなどの決済に使用できる。登録はメールアドレスとパスワード、SMS認証、またはFacebookアカウントによって行い、与信審査などは行われない。KyashはプリペイドVISAカードではあるが、クレジットカードやデビットカード情報を登録しておくと、残高0でも不足分を自動チャージ出来るため、手動でチャージすることなく使用できる。銀行振込やコンビニエンスストア、セブン銀行ATMでチャージした残高は現金に戻すことが出来るが、それ以外の方法でチャージした場合現金に戻すことはできない。
2018年6月からは実店舗（国内のみ）で使用できるプラスチック磁気カードである「リアルカード」の発行が開始され、VISAでの買い物に2%のキャッシュバックが付くようになった。
2018年10月からは「Google Pay」に対応した。これによりリアルカードなしでもバーチャルカードをGoogle Payに登録することで「QUICPay」による実店舗での決済が可能になった。また、セブン銀行ATMからのチャージが可能となった。
2018年12月からはクレジットカードによるチャージで、従来の自動チャージに加えて、金額を指定しての手動チャージにも対応した。
2019年4月、VISAプリペイドカード発行ライセンスを取得したことで、それまでVISA提携イシュアである「すみしんライフカード株式会社」を通じて発行していたKyashリアルカードを自社で発行できるようになった。
2019年10月からは「Kyashポイント」がスタートした。ポイントは、バーチャルカード使用時0.5%、リアルカード使用時1%になり、リアルタイムに付与される。
2020年5月1日より、海外実店舗での決済にも対応した新カード「Kyash Card」発行に伴い、従来のリアルカードは「Kyash Card Lite」という位置づけになり、ポイント還元率は0.5%となった。また、発行手数料は300円必要になる。新カード「Kyash Card」はICチップを内蔵、暗証番号やVISAのタッチ決済へ対応し、ポイント還元率は1.0%となる。また、カードの発行手数料が900円必要になる。
2020年8月28日付にKyashの資金移動業登録完了。
2020年9月7日より、資金移動業登録の完了に伴いKyashに銀行口座を登録することで新カード「Kyash Card」を発行する際に必要になる本人確認書類不要で発行ができるようになった。
また、それと同時期に銀行口座入金サービスが開始し、最初は10行で開始されたが、10月19日に三菱UFJ銀行口座に、11月24日にジャパンネット銀行（現:PayPay銀行）口座に、2021年2月4日に住信SBIネット銀行に対応し、2021年6月3日にソニー銀行と群馬銀行に対応し、現在は15行使える。
銀行口座出金サービスも開始し、決済や送金、出金に利用できる残高を出金手数料220円を払い日本国内にある銀行に出金ができる。
さらに不正利用補償制度も開始し、開始前までは規定により補償不可だったが、本人確認アカウントに限り一定の条件下で不正利用の補償サービスを開始できるようになった。
2020年11月17日よりKyash Cardユーザーに限り3Dセキュア（VCAS）機能の実装し、これにより3Dセキュア必須の加盟店等で利用可能になった。
2020年12月1日に、入金された残高に対して1%のKyashバリューを付与するサービス「残高利息」を同月8日から開始すると発表した。しかし、当初は想定していなかった混乱が生じる懸念があるとして、金融庁や提携企業との協議のうえ、同月7日にサービスのリリースを一旦中止し、サービス名及びその内容を見直すことを発表した。
2021年5月11日には共有口座がスタートし、新たにアプリ上でパートナーや家族、友人と支出や残高の共有が可能な「共有口座」が作成できるようになった。
同年5月31日には従来のプリペイドカードでは支払うことができなかったガソリンスタンドでの支払いが、7月6日にはサブスクリプションサービスでの支払いがKyash Cardで可能になった。
同年7月13日から後払いタイプの入金方法「イマすぐ入金」機能の提供が開始された。
同年12月23日には法人向けの送金サービスを開始した。
2023年5月1日に、共有口座と個人口座を切り替えることができる「支払口座切替機能」が特許に登録された。

## 株式会社Kyash
三井住友銀行出身の鷹取真一が古巣である三井住友銀行や伊藤忠商事の出資を受け2015年1月に創業。Kyash VISAカードの決済による加盟店手数料やチャージ残高の運用益を主な収益源としている。